# Reikitechnikák
A reiki tanításai szerint a mentálisan és spirituálisan egészséges embereknél a fizikai egészség természetes módon következik be, mivel a betegségek első számú kiváltója maga a stressz.

## A reikitechnikák céljai
Az immunrendszer megerősítése: azon feltételek megteremtése, amelyek lehetővé teszik a szervezet egészséges működését, ellenállóvá teszik azt a különféle kórokozókkal, káros környezeti hatásokkal szemben. A reiki szerint 3–6 hónapos kezeléssel és emellett életmódváltással csökkenthetők vagy megszüntethetők például az allergia vagy az asztma tünetei.
A stressz kiiktatása: A reiki szerint a mindennapi, felgyülemlett stressz rendkívül káros hatással van a szervezetre, az egészséget és a teljesítményt is rontja. Éppen ezért a reiki technikák egyik központi eleme a stresszoldás, az érzelmi konfliktusok, stresszhelyzetek jobb kezelése.
A fizikai és lelkiállapot javítása: Az egészség megőrzéséhez az immunrendszer megerősítése. A reiki nagy hangsúlyt fektet a fizikai kondíció javítására is.
Önismeret fejlesztés: A reiki szerint a technikák rendszeres alkalmazása hozzájárul a tudatosság fejlesztéséhez is, ami segít a nagyobb önkontroll kifejlesztésében, a negatív szokások elhagyásában, az önkorlátozó gondolatoktól való megszabadulásban, a mentális blokkok feloldásában.

## A stressz szerepe
A stressz önmagában, ha rövid ideig intenzíven találkozik az ember a stresszorral, azaz az őt fenyegető veszéllyel, jó hatással lehet, mivel növeli az emberi fizikai és pszichikai teljesítményét. Ennek biológiai célja az, hogy segítsen elkerülni vagy legyőzni a veszélyes helyzeteket, elősegíteni a létfenntartást. Ez az állapot azonban ha túl sokszor és túl hosszú ideig áll fenn, már nagymértékben káros lehet az emberi szervezetre, mivel kimeríti azt, csökkenti ellenálló képességét, rontja egészségi állapotát. A reiki egyik központi tanítása éppen ezért a stresszoldás, ezáltal az egészség megőrzése, a környezetünkkel való harmónia megteremtése.

## Technikák
A reiki tanításai szerint a módszerek gyakorlói egy gyakorlatilag kimeríthetetlen energiaforráshoz, a reiki energiához férhetnek hozzá megfelelő gyakorlással, amelyet nem csak arra használhatnak fel, hogy saját egészségi és lelkiállapotukat javítsák, de arra is, hogy másokat gyógyítsanak a segítségével. A tanítások szerint a reiki energia többek között a szervezetben elraktározott káros toxinok, illetve az úgynevezett energetikai blokkok feloldásával képes a szervezet öngyógyító és méregtelenítő erejének növelésére.

## Josin hacurei-ho
Gyakran egyszerűen hacurei-ho néven említik ezt a japán technikát, melyben a „hatsu” szótag jelentése valamit létrehozni, a „rei” jelentése lélek, szellem vagy energia, míg a „ho” technikát, módszert jelent. Ennek célja az ember szellemi megerősítése, az energiához való hozzáférés javítása. A nyugati reikiben részei a kézérzékenységet növelő energetikai gyakorlatok is, amelyek az intuíció megerősítését célozzák. A technika lépései:
Előkészület: Az elme kiürítése, amelyet a hagyományos tanítások szerint végzett módszer esetében a Meiji császár verseinek (Gyosei) eléneklésével értek el. A megfelelő tudatállapot előidézéséhez a ritmikus kántálás vezetett.
Kihon siszei: A kezdőpozíció, melyben a hagyományos japán zazen ülőmeditációs pózba helyezkedik a reikit végző. A nyugati reiki esetében ugyanakkor, mivel ez az ülőpóz szokatlan és így a legtöbb esetben kényelmetlen, azt javasolják, hogy a meditációhoz a maga számára kényelmesen helyezkedjen el az ember, például egy támlás székben ülve. A meditáló a szakrális Hara csakrára koncentrál a has alsó részén, kezeit pedig az ölébe helyezi.
Mokunen: Lényege a koncentráció. A meditáló közöl valamit tudatalattijával, ebben az esetben azt, hogy a hacurei módszert fogja elvégezni.
Kenyoku-ho: A „száraz fürdő” technika célja az energiacsatornák megtisztítása és megerősítése, amelyeken keresztül a reiki energia hozzáférhető. Tradicionálisan számos harcművészeti iskola alkalmazza, így például a dzsúdzsucu, az aikidó és a kiko. Valószínűleg a sinto papok rituáléiból származik. A rituálé célja a papok esetében az volt, hogy megtisztítsák testüket, mielőtt az istenséggel kapcsolatba lépnek. A meditáló olyan mozdulatokat végez, mintha a vállától a kezéig lemosná magát, innen ered a név is. Először a jobb kezet a bal vállra helyezi, majd finoman a bal csípőig végigsimít magán, majd ezt megismétli a jobb oldalon is bal kezével. Minden mozdulatnál kilégzést végez. Ezután a jobb kezet a bal váll szélére helyezi, és végigsimít a bal kézig ujjhegyeit használva, miközben bal karját egyenesen oldala mellett tartja. Ugyanezt megismétli az ellentétes oldalon is. Ezt mindkét oldalon egy-két alkalommal megismétli, majd kezét ismét az ölébe helyezi.
Josin Koki-ho: Ezt követi a légzőgyakorlat, amely az energia megerősítését célozza. A technikát nem ajánlják olyanoknak, akik magas vérnyomással, szívproblémákkal, asztmával küzdenek. A meditáló nyugodtan, az orrán keresztül, elméjét tisztán tartva ki- és belégzéseket végez, normál tempóban. Ezt követően elképzeli, hogy a reiki energiát lélegzi be az orrán keresztül, és az szétárad az egész testében. Kilégzéskor elképzeli, hogy a benne lévő feszültség elhagyja testét és nyugodtabbá válik.
Gaszso meditáció: E meditáció során a kezeket a Gaszso (imádkozó vagy namaszte) pozícióban mellkasa előtt tartja a meditáló, úgy, hogy kezei ne érintsék mellkasát. Addig koncentrál, míg középső ujjai összeérnek és hagyja az energiát a légzés segítségével keresztüláramlani testén.
Szeisin touicu: Koncentrációsegítő technika. A meditálót már eltölti a reiki energia. Belégzéskor elképzeli, hogy mindkét kezéből fény árad az energiától és az a szívcsakrába áramlik. Kilégzéskor elképzeli, hogy a fény áramlik ki testéből, míg a reiki energia benne marad.